# Senecio maulinus
Senecio maulinus là một loài thực vật có hoa trong họ Cúc. Loài này được Reiche miêu tả khoa học đầu tiên năm 1904.